# Liste der Bodendenkmäler in Kohlberg (Oberpfalz)
Auf dieser Seite sind die Bodendenkmäler in dem Oberpfälzer Markt Kohlberg zusammengestellt. Diese Tabelle ist eine Teilliste der Liste der Bodendenkmäler in Bayern. Grundlage ist die Bayerische Denkmalliste, die auf Basis des Bayerischen Denkmalschutzgesetzes vom 1. Oktober 1973 erstmals erstellt wurde und seither durch das Bayerische Landesamt für Denkmalpflege geführt wird. Die folgenden Angaben ersetzen nicht die rechtsverbindliche Auskunft der Denkmalschutzbehörde.

## Bodendenkmäler in Kohlberg
| Lage                                             | Objekt | Akten-Nr.     | Bild           |
| ------------------------------------------------ | --- | ------------- | -------------- |
| (Standort)                                       | Archäologische Befunde und Funde im Bereich des Schlosses Röthenbach, darunter Spuren der Vorgängerbauten von Schloss und Nebengebäuden und des spätmittelalterlichen Eisenhammers.                                                     | D-3-6337-0015 |                |
| (Standort)                                       | Bestattungsplatz der Späthallstatt- und Frühlatènezeit mit ehemals mindestens zwei Grabhügeln. | D-3-6438-0023 | weitere Bilder |
| Marktplatz 4; Marktplatz; Fuchsberg 2 (Standort) | Archäologische Befunde und Funde im Bereich der evangelisch-lutherischen Pfarrkirche St. Nikolaus in Kohlberg mit zugehöriger Kirchhofbefestigung, darunter die Spuren älterer Bauphasen und der aufgelassene historische Ortsfriedhof. | D-3-6438-0041 | weitere Bilder |